# Papyrus Palau Ribes 211
Papyrus Palau-Ribes 211 (Nr. 2163 nach Rahlfs) ist das Fragment eines Papyrusblattes aus dem 7. Jahrhundert. Es enthält auf dem Verso Teile von Psalm 98,4–5 in griechischer Sprache (= Ps 99 MT). Auf dem Recto wurde zu einem späteren Zeitpunkt ein arabischer Text geschrieben.
Das Fragment wurde in den 1960er oder 1970er Jahren von José O’Callaghan erworben und im Seminar für Papyrologie der Theologischen Fakultät in Sant Cugat del Vallès aufbewahrt. Nach der Auflösung des Seminars im Jahr 1983 verblieb es bis zu dessen Tod 2001 bei José O’Callaghan. Seither befindet es sich unter der Inventar-Nummer Palau-Ribes 211 im Historischen Archiv der Jesuiten von Katalonien (Arxiu Històric de la Companyia de Jesús a Catalunya) in Barcelona.

## Texteditionen
- José O’Callaghan: Salmo 98, 4–5. In: Ders.: Papiros Literarios Griegos del Fondo Palau-Ribes. Band I. Institut de Teologia Fonamental, Barcelona 1993, Nr. 2 (S. 25–27).
- José O’Callaghan: Salmo 98, 4–5 (PPalau Rib. inv. 211v). In: Studia papyrologica, Band 21, 1982, S. 31–33.